# Бостонский марафон 2018
Бостонский марафон 2018 (англ. 2018 Boston Marathon) — 122-й Бостонский марафон, который прошёл в понедельник, 16 апреля 2018 года (День Патриота в Массачусетс).
Юки Каваучи занял первое место среди мужчин с результатом 2:15:58, а Дезире Линден заняла первое место среди женщин с результатом 2:39:54. Результаты прошлого марафона были 2:09:37 и 2:21:52, соответственно, однако стоит учитывать сложные погодные условия в этот раз.

## Направление

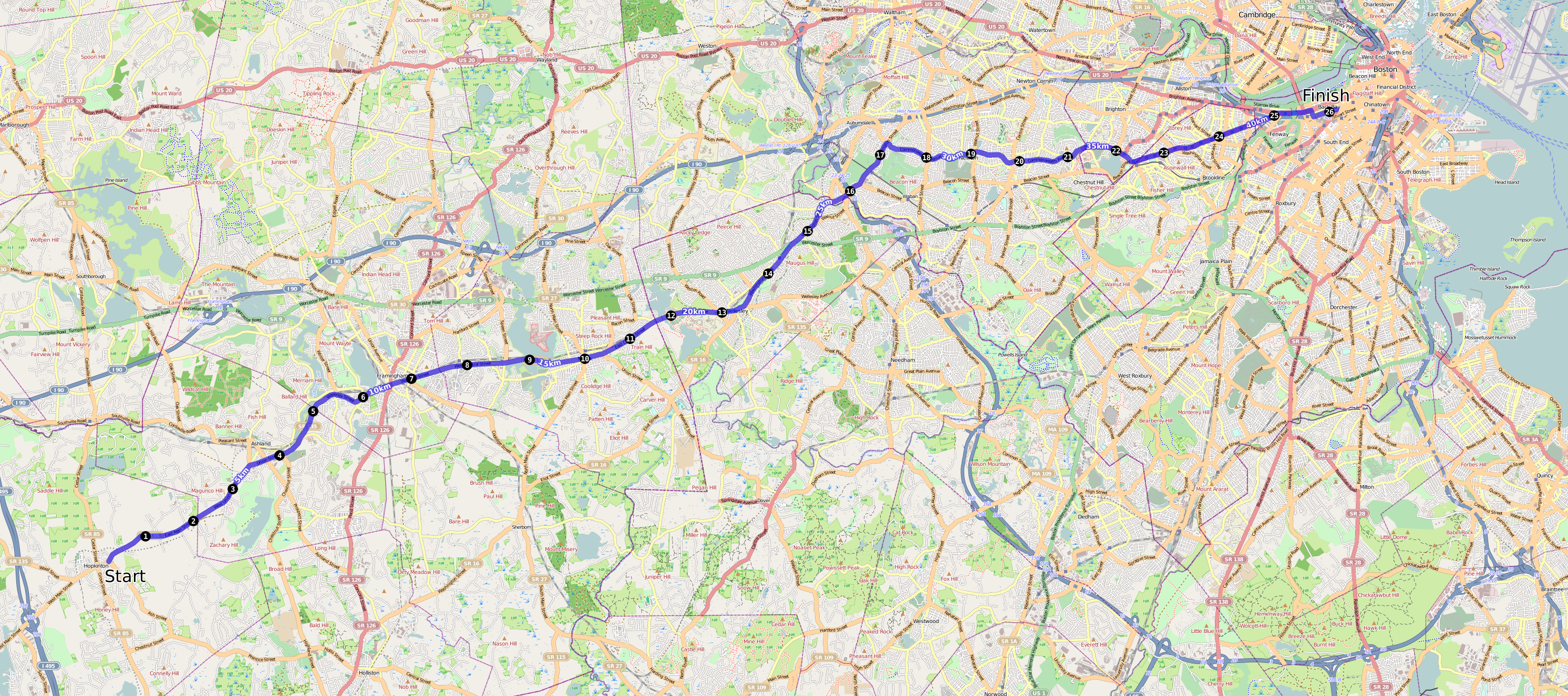
Из Хопкинтона (слева) в Бостон

Мероприятие проходило по тому же извилистому курсу, который проводил Марафон в течение многих десятилетий —‌ 42.195 км дорог и городских улиц, начиная с Хопкинтона и проходя через шесть городов и поселков Массачусетса, до финиша рядом с Бостонской публичной библиотекой, на улице Бойльстон на площади Копли. Был дождь и град в течение всего дня, небо покрывалось тучами время от времени, присутствовали порывистые ветра, а температура опускалась до 4,5 °C.

## Результаты
Результаты, по информации Boston Globe и BAA
| Место | Атлет         | Национальность | Время   |
| ----- | ------------- | -------------- | ------- |
| 1     | Юки Каваути   | Япония         | 2:15:58 |
| 2     | Джеффри Кируи | Кения          | 2:18:23 |
| 3     | Шадрак Бивот  | США            | 2:18:35 |

| Место | Атлет         | Национальность | Время   |
| ----- | ------------- | -------------- | ------- |
| 1     | Дезире Линден | США            | 2:39:54 |
| 2     | Сара Селерс   | США            | 2:44:04 |
| 3     | Криста Дюшен  | Канада         | 2:44:20 |